# Monument aux libérateurs de Riga et de la Lettonie soviétique des envahisseurs fascistes
Le monument aux libérateurs de Riga et de la Lettonie soviétique des envahisseurs fascistes (en letton: Piemineklis Padomju Latvijas un Rīgas atbrīvotājiem no vācu fašistiskajiem iebrucējiem) dit Monument de la victoire (Uzvaras piemineklis) à Riga en Lettonie, fut érigé en 1985 pour célébrer la reconquête de Riga et de la Lettonie par l'armée soviétique de l'Allemagne nazie pendant la Seconde Guerre mondiale et détruit fin août 2022 à cause de invasion de l'Ukraine par la Russie. Il est formé d'un obélisque de 79 mètres de haut et de deux groupes de sculptures.
Il constitue, dans le voisinage de Torņakalns, un des lieux de mémoire et de réunion de la minorité russe de Lettonie.

## Description
L'obélisque de 79 mètres de haut au centre de l’ensemble allégorique est composé de cinq colonnes de hauteur inégale couronnées d'étoiles symbolisant les cinq années de guerre. À gauche de l’élément central se trouve la statue de la mère-patrie les bras relevés, tournée vers le groupe des trois soldats soviétiques qui la saluent de l'autre côté de l'obélisque. La composition sculpturale disposée sur une plateforme hexagonale convexe surplombe un bassin en forme d'hexagone régulier. Du côté opposé au bassin, une large allée pavée mène vers le monument et se sépare de chaque côté d'un socle sur lequel sont gravés les dates « 1941⭑1945 ». La plateforme du monument est plaquée de granit gris et rose.

## Histoire
Le monument se trouve dans le parc de la Victoire inauguré en 1910. Le parc s'étend sur 36,7 ha entre les rues Raņķa dambis, Aleksandra Grīna bulvāris, Uzvaras bulvāris, Ojāra Vācieša iela et Hermaņa iela. Appelé au départ Pētera parks à l'effigie de Pierre le Grand, l'édifice reçut son nom actuel après l'indépendance de Lettonie, en honneur de la victoire de l'armée lettone sur les troupes du général Pavel Bermondt-Avalov. Ce fut le lieu des défilés militaires. Le IXe Festival national letton des chants et de danses s'y déroula en 1938. À cet effet, une grande estrade construite d'après le projet architecte de Aleksandrs Birzenieks y était installée. Sous le régime de Kārlis Ulmanis il était prévu de continuer d'aménager ce lieu et même éventuellement y créer un vélodrome. Un recueil des fonds a permis d'assembler 3 millions de Lats pour mener à bien ce projet, mais on a dû l'oublier à l'arrivée de la Seconde Guerre mondiale. À la fin de la guerre, le pouvoir soviétique y a pendu sept officiers de la SS. C'était la dernière exécution publique en Lettonie.
Sous occupation soviétique à partir de 1961, il s'appelait le parc du XXIIe congrès du Parti communiste de l'Union soviétique.
La construction du monument a débuté en 1979 et a duré jusqu'en 1985. Le projet était dirigé par les sculpteurs Ļevs Bukovskis, Aivars Gulbis, et Leonīds Kristovskis, l'artiste Aleksandrs Bugajevs, les architectes Ermēns Bāliņš, Edvīns Vecumnieks et Viktors Zilgalvis. Par une ironie du sort, le sculpteur Bukovskis qui a exécuté la sculpture des soldats libérateurs avait fait la guerre dans la Légion lettonne, une branche de Waffen-SS.
Après le retour à l'indépendance du pays, plusieurs voix s'élevèrent pour initier le démantèlement de ce symbole soviétique. Dans la nuit du 5 au 6 juin 1997, un groupe du parti nationaliste d'extrême-droite Ugunskrusts a entrepris de faire exploser le monument. Lors de cette tentative deux des participants furent tués,,.
L'esplanade devant le monument est un lieu traditionnel de rassemblement de la population russe en commémoration de l'anniversaire de la victoire du 9 mai 1945. Au mois de mai 2015, le cinéaste serbe Emir Kusturica et le leader du groupe russe DDT Iouri Chevtchouk s'y sont rendus pour participer au concert organisé à cette occasion par la municipalité de Riga.
En mai 2022, la démolition du monument est décidée. Elle a eu lieu le 25 août 2022.